# Aeropuerto de Slaviansk-na-Kubani
El aeropuerto de Slaviansk-na-Kubani (en ruso: Славянск-на-Кубани (аэропорт; ICAO: URSK; IATA: ) es un aeropuerto situado 5 km al sudeste de Slaviansk-na-Kubani, en el krai de Krasnodar en el sur de la Rusia europea. 

## Pista
El aeropuerto de Slaviansk-na-Kubani dispone de dos pistas. Una de tierra en dirección 01/19 de 3000x42 m. (9840x138 pies) y otra de asfalto en dirección 09/27 de 685x21 m. (2247x69pies).
Actualmente es utilizado únicamente por aviones de trabajo (para usos agrícolas, por ejemplo).
El aeródromo de primera clase de Slaviansk-na-Kubani puede servir a aviones An-12, An-24, An-26, An-72, Il-18, Il-76, Tu-134, Tu-154 y Yak-42, así como toda clase de helicópteros.